# Beynac
 Beynac  (en occitano Beinac) es una población y comuna francesa, en la región de Lemosín, departamento de Alto Vienne, en el distrito de Limoges y cantón de Aixe-sur-Vienne.

## Demografía
| 418 | 372 | 349 | 386 | 467 | 478 | 616 |
| Para los censos de 1962 a 1999 la población legal corresponde a la población sin duplicidades (Fuente: INSEE [Consultar]) |     |     |     |     |     |     |